# Procambarus raneyi
Procambarus raneyi är en kräftdjursart som beskrevs av Hobbs 1953. Procambarus raneyi ingår i släktet Procambarus och familjen Cambaridae. IUCN kategoriserar arten globalt som otillräckligt studerad. Inga underarter finns listade i Catalogue of Life.